# Ametlla (novel·la)
Ametlla (en hangul,아몬드; romanització revisada del coreà) és una novel·la coming-of-age escrita per Won-Pyung Sohn, autora i directora de cinema sud-coreana. Publicada el 2017 per l’editorial Changbi Publishers, l’obra ha estat traduïda a més de 20 idiomes. Aquesta novel·la contemporània gira al voltant d’un jove amb alexitímia, un estat mèdic que li dificulta identificar i expressar emocions com la por, l'amor, la tristesa, l'odi o el disgust.
L’obra s'ha convertit en el major èxit literari de l’autora, amb més d’un milió de còpies venudes, i ha estat traduïda i distribuïda en més de 20 països, entre ells els Estats Units, Espanya, França, Vietnam i Mèxic. A Espanya, el llibre es va publicar per primera vegada el 2020 en una traducció al castellà de Sunme Yoon, sota el segell editorial Temas de Hoy.

## Trama
El protagonista d'Ametlla és Yunjae, un adolescent diagnosticat amb alexitímia quan tenia quatre anys, la qual cosa li impedeix sentir emocions. Criat per la seva mare i àvia, ambdues es dediquen a ensenyar-li a reconèixer les emocions i a simular estats d’ànim per tal de passar desapercebut en la societat.
Tot canvia el dia que Yunjae fa setze anys: un psicòpata ataca les dues dones, provocant la mort de l’àvia i deixant la seva mare en estat vegetatiu. Aquesta tragèdia deixa Yunjae completament sol i l’empeny cap a un estat d’aïllament mentre intenta superar la seva pèrdua. La seva vida comença a canviar quan coneix en Goni, un noi problemàtic que sovint perd el control de les seves emocions i esclata en moments d’ira. Tot i les seves diferències, els dos joves connecten i desenvolupen una amistat després d’enfrontaments inicials intensos. A mesura que la seva relació evoluciona, Yunjae comença a obrir-se al món, coneixent noves persones que l’ajuden a sortir de la seva zona de confort i a descobrir qui és realment.

## Personatges
Yunjae Seon: és el personatge principal de la novel·la. Des de petit, ha estat víctima de bullying, una experiència que marca la seva infantesa. El dia del seu aniversari, just en la nit de Nadal, es converteix en testimoni d'un tràgic atac contra la seva mare i la seva àvia. Aquest esdeveniment traumàtic deixa Yunjae profundament afectat i sol davant el món. A l'institut, coneix Goni, un noi problemàtic amb qui estableix una amistat, tot i les seves dificultats per comunicar-se i connectar emocionalment. Yunjae, a causa de la seva condició d’alexitímia, sovint es veu a si mateix com un "monstre", ja que no pot sentir ni expressar emocions de la mateixa manera que els altres, una situació que li genera conflictes interns i l’aïlla del món.
Goni: és un noi nou i problemàtic que arriba a l'institut on estudia Yunjae. Quan tenia quatre anys va desaparèixer i va ser adoptat per uns immigrants il·legals que més tard el van abandonar. Va viure en un centre de menors fins que, tretze anys després, es va retrobar amb la seva família. Malgrat això, la relació amb el seu pare, un professor, no és bona i està marcada per conflictes. Després d’algunes confrontacions inicials, el Goni acaba establint una amistat amb Yunjae. Tot i les seves pròpies dificultats emocionals, el Goni li ofereix una connexió humana que li permet començar a obrir-se i superar el seu aïllament.
Mare: la mare de Yunjae és una dona forta i dedicada que queda vídua mentre està embarassada del seu fill. Aquesta pèrdua la porta a prendre la decisió de criar Yunjae sola. Tot i les dificultats, ella s'esforça per ensenyar-li al seu fill a identificar les emocions dels altres. Després d’un tràgic atac al carrer, la mare queda en estat vegetatiu, deixant Yunjae sense el suport emocional que havia estat tan essencial en la seva vida. La seva pèrdua profunditza el dolor del protagonista i el seu aïllament, però també marca un punt d'inflexió en la seva recerca de connexions amb altres persones.
Àvia: és la seva altra figura materna més propera. Juntament amb la seva filla (la mare de Yunjae), es dedica a vendre llibres de segona mà per tirar endavant. Ha estat una figura important en la vida de Yunjae, ja que l'ha ajudat a créixer i a enfrontar-se a la seva condició d’alexitímia, tot i que amb menys recursos que la seva mare. Tràgicament, l'àvia mor quan és atacada al carrer, deixant al seu net encara més sol i desorientat davant la vida. La seva pèrdua representa un moment clau en la història, ja que accentua el dolor i la soledat del protagonista.
Daura: és una amiga de Yunjae, una jove amb una gran habilitat atlètica i una sensibilitat que la fa empàtica amb ell. Mai el jutja per la seva condició i, tot i les dificultats de Yunjae per connectar emocionalment, ella mostra sempre comprensió i suport. Després de conèixer-lo, comença a visitar-lo a la llibreria on Yunjae treballa, i amb el temps, desenvolupen una relació cada vegada més pròxima. La seva amistat aporta a Yunjae una font de suport emocional, ajudant-lo a obrir-se i a descobrir una nova forma de relacionar-se amb els altres.
Doctor Shim: és el tutor legal de Yunjae i el propietari d'una fleca situada sobre la llibreria de segona mà que la mare de Yunjae dirigia. Inicialment, era un cardiòleg, però va decidir canviar de professió per seguir una nova trajectòria. En la novel·la, el Doctor Shim assumeix el paper de guia per a Yunjae, oferint-li suport i orientació mentre el jove tracta de superar les seves dificultats emocionals. La seva presència és fonamental per al seu procés de maduració i autodescobriment.

## Títol
El títol del llibre fa referència a la condició de Yunjae, ja que la seva malaltia es compara amb l'amígdala del seu cervell, una regió encarregada de processar les emocions. La mare de Yunjae fa una analogia per explicar-li que la seva amígdala no ha crescut prou, de manera que té una forma d’ametlla, la qual cosa dificulta la seva capacitat per identificar i comprendre les emocions i els estímuls dels altres. Ella li ensenya a simular emocions per poder passar com un nen normal, deixant-li notes per tota la casa amb instruccions sobre com ha de reaccionar davant de determinats gestos o situacions.
Mentre que la mare intenta que Yunjae s'adapti a les expectatives socials, l'àvia, per la seva part, celebra la personalitat del nen i l'anomena “monstre” de manera afectuosa. A més, quan Yunjae menja, la mare li dona ametlles amb l'esperança que, d'alguna manera, aquestes l'ajudin a fer que la seva amígdala creixi i funcioni de manera més adequada, millorant així la seva capacitat per entendre les emocions.

## Inspiració
La novel·la va sorgir a partir de: 
"Quan l'autora va tenir el seu fill i va començar a comunicar-me amb ell a través dels sentiments i no del llenguatge, va caure en compte que els éssers humans ens relacionem bàsicament a través dels sentiments i que el llenguatge és forma de comunicació posterior. Llavors l'autora es va començar a preguntar i imaginar com serien les coses si ocorreguessin d'una altra manera:  Com es comunicaria un noi sense sentiments?, podria voler a un fill que és totalment diferent a mi?"

## Estil i temes
Les novel·les de Won-Pyung Sohn es destaquen per abordar i criticar problemes socials, utilitzant una metodologia particular en la qual primer selecciona un tema i després crea els personatges que millor s'ajustin a aquest. Aquesta aproximació permet a l'autora explorar qüestions profundes a través de les vides dels seus personatges.
Tot i que Ametlla està narrada en primera persona per un personatge que és incapaç de sentir emocions, la manera en què la història es desenvolupa aconsegueix provocar emocions en els lectors i generar empatia amb el protagonista, Yunjae, i la seva forma única de percebre el món. A mesura que la narració avança, veiem el protagonista evolucionar des de la infància fins a l'adolescència, i la història demostra el seu creixement personal, així com el seu procés de maduració i descoberta. La narrativa de Won-Pyung Sohn aconsegueix transmetre la complexitat emocional del personatge tot i la seva condició.

En Ametlla, l'autora es planteja la pregunta "Com ploren les persones que no poden sentir res?" i, a través del protagonista, Yunjae, explora el sentiment d’empatia com a element clau per a la redempció personal. A mesura que Yunjae avança en la seva evolució, la narració il·lustra com el protagonista comença a connectar amb les emocions que inicialment no pot experimentar, revelant el poder transformador de l'empatia i la capacitat d'aquesta per oferir esperança.
La novel·la no només se centra en la lluita de Yunjae amb la seva malaltia, sinó que també aborda la importància de la salut mental de tots els personatges, reflectint com els seus comportaments i decisions estan influïts per les seves pròpies experiències emocionals. A través d'aquesta dinàmica, l'autora també examina qüestions sobre la moralitat i els límits entre el bé i el dolent, convidant els lectors a reflexionar sobre la complexitat de les relacions humanes i el procés de creixement personal.
A través del personatge de Goni, l'autora reflexiona sobre la connexió entre les crisis de l'adolescència i les mancances afectives, destacant com la falta de suport emocional pot influir en el comportament dels joves. Es mostra com, darrere de la façana d'indisciplina i insolència, sovint es troba una bondat amagada, suggerint que els adolescents problemàtics poden estar lluitant amb dolor intern i necessitats emocionals no satisfetes.
A més, l'autora fa un ús destacat del llenguatge per explorar les emocions, subratllant la capacitat, però també les limitacions, de les paraules per expressar els sentiments més profunds. Aquesta recerca de paraules per descriure les emocions reflecteix la dificultat de connectar de manera autèntica amb els altres, un tema central de la novel·la, especialment pel que fa a Yunjae i la seva lluita per entendre i comunicar els seus propis sentiments.

## Publicació i recepció
Ametlla ha obtingut un èxit rotund, especialment a Corea del Sud i al Japó. La novel·la va ser guardonada amb el premi a la millor literatura juvenil de ficció en el 10è Changbi Publishers' Literary Award el 2016, un premi que va facilitar la seva publicació per aquesta editorial l'any següent. El 2020, va rebre un altre reconeixement important en guanyar el premi en la categoria de novel·la traduïda en la 17a edició dels Japanese Bookseller's Award, convertint-se en el primer llibre asiàtic a guanyar aquest premi.
Aquest mateix any, va aconseguir una fama internacional quan els membres del grup sud-coreà BTS; RM i Suga, van ser vistos llegint la novel·la al programa de varietats de JTBC, "BTS In the Soop".
A més, va ser el setè llibre més venut i el tercer en la categoria de textos juvenils de ficció a la Fira Internacional del Llibre de Lima el 2022, consolidant-se com una obra destacada a escala mundial.

## Adaptacions
El 2019 va començar el procés per adaptar Ametlla a una obra de teatre musical, que es va estrenar el 2022. Hwi-Won Seu va ser l’encarregat d’escriure el guió, mentre que Byung-Won Kang va assumir el rol de productor, i Seong-Jun Lee va crear la banda sonora. Aquesta adaptació va portar la història de la novel·la a un nou format, que va permetre que el públic experimentés la trama i els personatges d’una manera diferent, a través de la música i el teatre.